# Sofia Virta
Sofia Marjanna Virta, född 21 juni 1990 i S:t Karins, är en finländsk politiker (Gröna förbundet). Hon är ledamot av Finlands riksdag sedan 2019.
Virta blev invald i riksdagen i riksdagsvalet 2019 med 4 289 röster från Egentliga Finlands valkrets.